# Reginald Smith (Maler)
Sydney Reginald Smith (1855–1925) war ein englischer Landschaftsmaler, der hauptsächlich cornische Küsten und das Meer gemalt hat. Für die Anrede ließ er seinen ersten Vornamen fallen und publizierte mit seinem zweiten Vornamen Reginald.

## Biografie
Reginald Smith wurde 1855 als Sohn eines Ministers in Batheaston in der Grafschaft Somerset in der Nähe der Ortschaft Bath geboren. Er heiratete 1880 Florence Marianne Smith (1855–1931) in Bath und ist seit 1881 in dem Ortsteil Clifton in Bristol nachgewiesen. Er verblieb dort bis zu seinem Tode. Aus der Ehe gingen die Kinder Olive und Allan hervor. Er schien so wohlhabend zu sein, dass er sich Hausangestellte leisten konnte.

## Künstlerisches Vermächtnis
Er malte sowohl mit Wasserfarben als auch in Öl. Seine hauptsächlichen Motive waren cornische Küsten und das Meer. Er konnte 12 Bilder bei der Royal Academy platzieren. Die meisten Werke stellte er bei lokalen Kunstakademien aus wie der The Royal Cambrian Academy, deren assoziiertes Mitglied er war, und der Royal West of England Academy, bei der er reguläres Mitglied war. Auch bei der Galerie Frost and Reed in Bristol wurden seine Bilder ausgestellt. Die Royal Society of British Artists ernannte ihn ebenfalls zu einem Mitglied.

## Verwechslungsmöglichkeit
Ein Künstler aus Yorkshire war ebenfalls Landschaftsmaler und Zeitgenosse. Es war dies Arthur Reginald Smith (1871–1934).